# ژو یاون
ژو یاون (چینی: 朱亚文؛ انگلیسی: Zhu Yawen, زادهٔ آوریل ۱۹۸۴) بازیگر چینی است. او در مجموعه تلویزیونی سلسله مینگ ایفای نقش کرده‌است. در سال ۲۰۱۹، او به ورایتی شوی کیپ رانینگ پیوست. ژو یاون در فهرست ۱۰۰ سلبریتی چینی فوربز سال ۲۰۱۹، در جایگاه هشتاد قرار گرفت.

## اوایل زندگی
ژو یاون زادهٔ ۲۱ آوریل ۱۹۸۴ است و از آکادمی فیلم پکن فارغ‌التحصیل شده‌است.

## زندگی شخصی
ژو یاون در سال ۲۰۱۶ با شن جیانی ازدواج کرد. آنها دو فرزند دارند.